# سفارت اندونزی در برلین
سفارت اندونزی در برلین (به آلمانی: Indonesische Botschaft in Berlin) یک منطقهٔ مسکونی و نمایندگی سیاسی این کشور در آلمان است که در برلین واقع شده‌است.